# 엠마뉴엘 5
《엠마뉴엘 5》(Emmanuelle 5)는 프랑스에서 제작된 발레리안 보로브츠크 감독의 1987년 영화이다. 모니크 가브리엘 등이 주연으로 출연하였다. 비판적 반발이 있었음에도 불구하고 엠마뉴엘 5는 프랑스에서 26주 간 극장 상영되면서 좋은 실적을 냈으며 다른 극장 시퀄을 탄생시켰다.

## 출연

### 주연
- 모니크 가브리엘
- 크로프톤 하데스터

### 조연
- 데이너 번즈 웨스트버그
- 브라이언 쉐인
- 맥스 스톰

## 기타
- 미술: Steve Greenberg